# Isocytosin
Isocytosin ist eine heterocyclische organische Verbindung mit einem Pyrimidingrundgerüst. Es ist ein Isomer der Nukleinbase Cytosin, wobei Aminogruppe und Carbonylgruppe die Plätze tauschen. Es ist unter anderem Bestandteil der Nukleoside Isocytidin und Pseudoisocytidin.

## Darstellung
Isocytosin lässt sich durch Kondensation von Guanidinhydrochlorid mit 3-Oxopropansäure („Formylessigsäure“, C3H4O3)  erhalten. Die C3-Komponente ist jedoch in diesem Fall nicht lagerfähig und wurde daher durch Äpfelsäure ersetzt. Diese wird in konzentrierter Schwefelsäure unter Wasserabspaltung decarbonyliert, verliert also Kohlenmonoxid. Die in situ gebildete 3-Oxopropansäure kondensiert mit dem Guanidin in der schwefelsauren Lösung unter zweifacher Abspaltung von Wasser.

## Eigenschaften
Isocytosin bildet weiße Prismen mit einem Schmelzpunkt von 276 °C. Es ist tautomer und kristallisiert im 1:1-Verhältnis einer 1H- und einer 3H-Variante.

## Verwendung
Isocytosin wird zusammen mit Isoguanin zur Untersuchung von ungewöhnlichen Basenpaarungen in der DNA herangezogen.